# Sergueï Ivanov (basket-ball)
Pour les articles homonymes, voir Sergueï Ivanov.
Sergueï Ivanov (en russe : Сергей Васильевич Иванов), né le 9 juillet 1963 à Krasnoïarsk, dans la République socialiste fédérative soviétique de Russie, est un joueur et entraîneur russe de basket-ball. Il évolue au poste d'ailier fort.

## Palmarès
- Finaliste du championnat du monde 1994